# ۴۷۸ (پیش از میلاد)
۴۷۸ (پیش از میلاد) ۴۷۸مین سال قبل از تقویم میلادی است.